# Joachim Wachowicz
Joachim Wachowicz (ur. 29 stycznia 1933 w Biesowicach, zm. 10 czerwca 1996 na Morzu Kreteńskim) – polski fizyk, taternik, alpinista, grotołaz i żeglarz.

## Życiorys

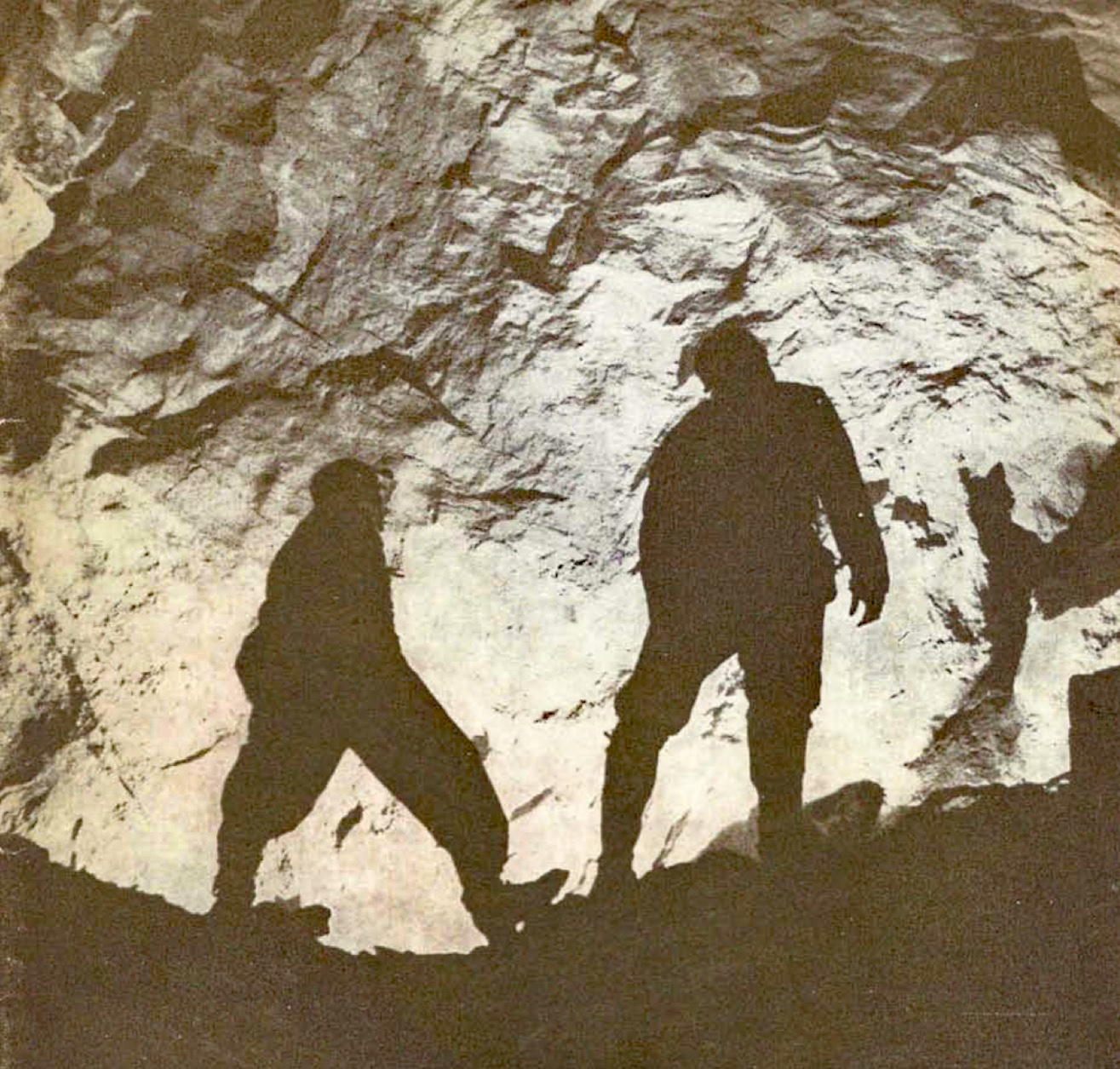
Joachim Wachowicz i Kazimierz Głazek w jaskini Czarnej w Tatrach, 1971

Ukończył studia fizyki na Uniwersytecie Wrocławskim w 1961. Wspinał się w skałkach treningowych w Górach Sokolich, gdzie był pierwszym instruktorem Wandy Rutkiewicz. W Tatrach w 1963 przeszedł nową drogą wschodnią ścianę Mnicha i wszedł lewym skrajem południowo-wschodniej ściany Raptawickiej Turni. Przeszedł drogę Studnički na Galerii Gankowej i Filar Kazalnicy Mięguszowieckiej (6. przejście, 6–7 września 1962). W Dolomitach przeszedł samotnie drogę Dibony w masywie Cima Grande di Lavaredo.
Był także członkiem wrocławskiej Sekcji Grotołazów i brał udział w eksploracji Jaskini Czarnej. W 1963 dokonał pierwszego przejścia (z Leszkiem Nowińskim) połączenia Jaskini Lodowej Litworowej z Ptasią Studnią.
Był znany jako „Dżon” i „Długi Wajcha”. Był wykładowcą fizyki w Wyższej Szkole Inżynieryjnej w Rosenheim. Zaginął w czasie rejsu jachtem na Morzu Kreteńskim.